# 上州一之宮站
上州一之宮站（日语：／ Jōshū-Ichinomiya eki */?）是位於群馬縣富岡市一之宮226番2號，上信電鐵的上信線車站。
此站是舊上野國的一宮——一之宮貫前神社門前車站。

## 歷史
- 1897年（明治30年）7月2日 - 一之宮站啟用。
- 1921年（大正10年）12月17日 - 車站改名為上州一之宮站。
- 1934年（昭和9年）11月11日 - 隨著進行陸軍特別大演習，昭和天皇前往一之宮貫前神社參拜[1]。

## 車站構造
此站是地面車站，設有1面2線的島式月台。

### 月台
| 月台         | 路線    | 方向       |
| ------------ | ------- | ---------- |
| 車站大樓一邊 | ■上信線 | 高崎方向   |
| 車站大樓對面 | ■上信線 | 下仁田方向 |

## 使用狀況
在2019年度1日平均乘車人次為188人。
| 年度 | 1日平均 乘車人次 |
| ---- | ---------------- |
| 2007 | 195              |
| 2008 | 196              |
| 2009 | 190              |
| 2010 | 178              |
| 2011 | 170              |
| 2012 | 182              |
| 2013 | 186              |
| 2014 | 179              |
| 2015 | 180              |
| 2016 | 174              |
| 2017 | 183              |
| 2018 | 192              |
| 2019 | 188              |

## 車站周邊
- 一之宮貫前神社 - 步行約15分鐘。
- 一之宮郵局（日语：一ノ宮郵便局）
- 市民體育館
- 田中貴金屬工業（日语：田中貴金属工業）
- Yokowo（日语：ヨコオ）株式會社
- 群馬縣道207號一之宮停車場線
- 國道254號

## 巴士路線
最近車站的巴士站是「站入口」，距離車站北邊約200米。
| 乘車處 | 系統   | 主要途經                       | 目的地     | 巴士公司 | 備註           |
| ------ | ------ | ------------------------------ | ---------- | -------- | -------------- |
|        | 丹生線 | 宮崎公園、原                   | 岡部溫故館 | 上信租賃 | 星期日暫停服務 |
|        | 丹生線 | 七日市醫院、綜合醫院、東富岡站 | 富岡站     | 上信租賃 | 星期日暫停服務 |

## 相鄰車站
上信電鐵
上信線
上州七日市－上州一之宮－神農原

## 注腳
1. ↑  《上信電鐵百年史》。
2. ↑  富岡市統計書

## 外部連結
- 上州一之宮 | 上信電鐵株式會社 （页面存档备份，存于）（日語）